# 정치생태학
정치생태학(Political ecology)은 정치적, 경제적, 사회적 요인과 환경 문제 및 변화 사이의 관계를 연구하는 학문이다. 정치생태학은 환경 문제와 현상을 정치화한다는 점에서 비정치적 생태학 연구와 다르다.
학문 분야는 타락과 소외, 환경 갈등, 보존과 통제, 환경 정체성과 사회 운동과 같은 주제에서 생태 사회 과학과 정치 경제를 통합하는 광범위한 연구를 제공한다.

## 같이 보기
- 자본주의에 대한 비판
- 생태여성주의
- 생태사회주의
- 환경사회학
- 정치경제학
- 머레이 북친